# Dumbrăveni (Constanța)
Dumbrăveni é uma comuna romena localizada no distrito de Constanţa, na região de Dobruja. A comuna possui uma área de 52.40 km² e sua população era de 594 habitantes segundo o censo de 2007.